# Burgruine Windhaag
Die Burgruine Windhaag, auch Altes Schloss Windhaag, Veste Windhaag oder Windhag I bezeichnet, ist die Ruine einer Höhenburg auf 500 m ü. A. etwa 250 m östlich des Ortszentrums der Gemeinde Windhaag bei Perg im Bezirk Perg im Mühlviertel in Oberösterreich. Im Gegensatz zum Neuen Schloss Windhaag (Windhag II) ist das Alte Schloss (Windhag I) als Ruine erhalten geblieben. Schreibweise Windhag ist eine ältere, Windhaag eine neuere.

## Geschichte

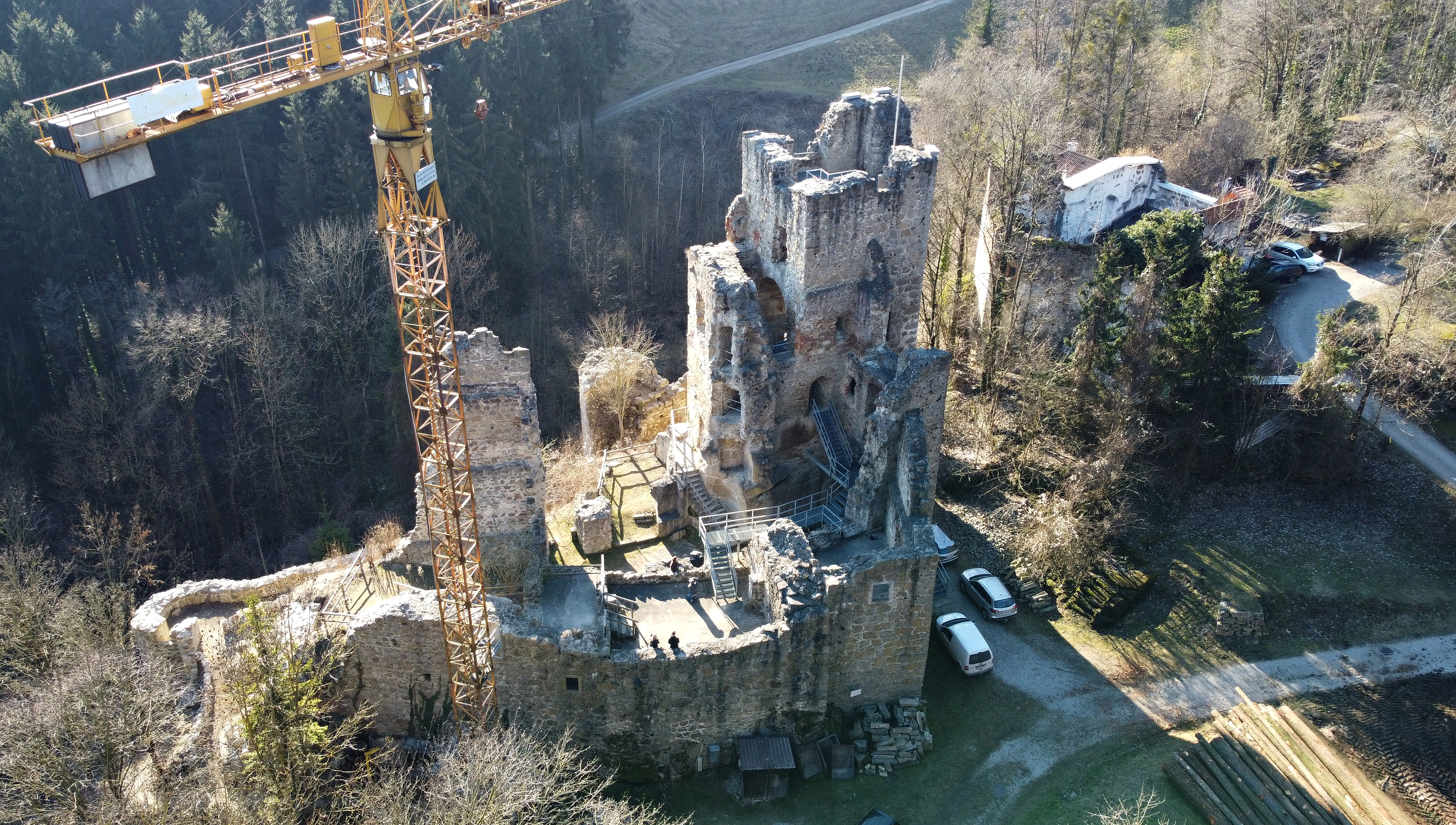
Luftaufnahme von Osten (2021)

### Frühgeschichte
Winthag im Machland scheint 1287 erstmals urkundlich auf. Die Burg Windhaag wurde erstmals indirekt im Jahr 1290 erwähnt, sie dürfte aber älter sein. Besitzer waren damals die Brüder Heinrich und Freitel von Windhaag. Im Jahr 1379 sagte Otto von Windhaag seine Anteile an der halben Feste auf und nannte sich fortan nur mehr Otto der Freitel. Herzog Albrecht III. belehnte 1379 Hans von Au mit der Herrschaft Windhaag. 1380 erwarb Hans die zweite Hälfte der Feste Windhaag. Ab 1395 waren Konrad Schaffer und seine Ehefrau Dorothea, Otto Freitels Tochter, mit der halben Burg belehnt. Um 1400 folgte Leopold der Drockendorffer (Drosendorfer, Ruckendorfer).

### Tannpeck
Thomas Tannpeck (Tanpekh, Tannbeck) kaufte 1400 die halbe Burg Windhaag und erwarb 1407 die zweite Burghälfte von Leopold Ruckendorfer. König Ladislaus Postumus verlieh 1455 den Gebrüdern Veith, Hanns und Caspar Tannpeck das ererbte Lehen, die Veste Windhag. Am 25. August 1485 verlieh Kaiser Friedrich III. die Veste an Ladislaus Prager, der 1484 (oder 1485) die Erbtochter Anna Regina Tannpeck (Tochter des Hanns) geheiratet hatte. 1486 folgte wieder ein Tannpeck. Die Tannpecks standen im Krieg des Kaisers Friedrich III. mit König Matthias Corvinus auf der falschen Seite, und die Burg Windhaag wurde schließlich genauso wie Schloss Aich eingezogen.

### Prager
Um 1488 war Ladislaus (Laßla) Prager mit der gesamten Burg belehnt, er ließ 1499 die Burgkapelle errichten.
Am 19. Dezember 1491 wurde Windhag zur Herrschaft erhoben und aus dem Burgfrieden und einem Teil des Landgerichtes Machland das neue Landgericht Windhag gebildet. Das rief den Widerstand von Heinrich Prüschenk, dem Inhaber des bisher zuständigen Landgerichts Machland hervor. Das neue Landgericht umfasste die heutige Gemeinde Windhaag, Münzbach und Altenburg sowie Teile von Rechberg. Zuständigkeitsbereich waren Rechts- und Strafsachen der nichtrittermäßigen territorialen Bevölkerung. Der römisch-deutsche König und spätere Kaiser Maximilian I. bestätigte das Landgericht am 2. März 1494. Weitere Bestätigungen folgten 1535, 1565 und 1568. Der Galgenplatz (Hochgericht) ist in der Topographia Windhagiana von 1656 neben dem Weg von Altenburg nach Münzbach eingezeichnet.
Im Jahr 1505 wurde Laßla (Ladislaus) Prager von Maximilian I. in den Freiherrenstand erhoben und nannte sich nun von Windhag. Er starb 1514, seine Witwe Anna (geborene Fux von Fuxberg) und die Kinder (Ladislaus II, Hans, Andreas) bauten die Burg schlossartig aus und vergrößerten die Herrschaft.
Die mittelalterliche Burg war im gotischen Stil erbaut. Sie wurde mit der Zeit aber umgebaut und wohnlicher. Sie wurde zum Alten Schloss. Durchmesser etwa 45 m. Nördlich gegen das Tor umgab es ein aufgemauerten Graben, über den die Zugbrücke führte. Südlich, gegen Münzbach zu, umfing es eine Wehrmauer. Alle Gebräuchlichkeiten (Gebäude), die außerhalb Wehrmauer und Graben standen, wie der Kapellenbau (errichtet 1512), der Rossstall, das Reitstübl, gemauerter Getreidekasten, das Brauhaus, die Schmiede und das Badstübl, sowie der Turm beim nördlichen oberen Tor, die anstoßenden Mauern und die Altane (Söller) waren erst 1507 teils von Laßla Prager und teils später von seiner Witwe Anna Prager auf freieigenem Grund erbaut worden. Die Söhne setzten fort mit der Wandlung zu einem Schloss. Der Palas wurde aufgestockt und sein Inneres neu eingerichtet.

### Schütter (1597–1636)
1597 kaufte Lorenz Schütter auf Klingenberg die Burg. Dessen Nachkommen (Georg Schütter. Martha von Serdain, geborene Schütter. Dorothea Schütter, geborene Fenzlin von Feuregg. Georg Schütter von Klingenberg und Kollmitz als Gerhab für seinen Vetter Wolff Gottfried Schütter) verkauften die Burg im Zuge der Gegenreformation und wegen hoher Schulden am 19. August 1636 an Joachim Enzmilner (* 1600; † 1678). Kaufpreis war fünfzigtausend Gulden. Das zu diesem Zeitpunkt von Georg Schütter erstellte und übergebene Urbar umfasste 556 Folioseiten. Die Burg war, soweit der Dachtropfen fiel, zum Zeitpunkt 1636 österreichisches Lehen.

### Enzmilner
Enzmilner ließ ab 1642 neben dem Alten Schloss ein prächtigeres Schloss im Renaissancestil errichten, das Neue Schloss Windhag. Der Rohbau war 1648 fertiggestellt, die Einrichtung und Gestaltung dauerte bis 1673.
Für seine Tochter Eva Magdalena von Windhag, die 1648 gegen den Willen der Eltern in den Dominikanerinnenorden in Tulln eintrat und Ordensschwester geworden war, und die 1664 nach Windhaag heimkehrte, richtete Enzmilner im Alten Schloss ein Dominikanerinnenkloster ein. Eva Magdalena war 1668 die erste Priorin.
Joachim Enzmiller starb am 21. Mai 1678. Die Herrschaft Windhag einschließlich Altem und Neuem Schloss erhielt das Dominikanerinnenkloster als Ausstattung.
Das Kloster im Schloss war Eva Magdalena zu klein und unpassend. Sie begann ab 1681 eine neue Klosteranlage auf dem Areal der Schlossgärten zu errichten. Für den Neubau des Klosters ließ sie das Neue Schloss mit Ausnahme des Kapellenbaus nur acht Jahre nach dessen Fertigstellung komplett abreißen. Auch das nahe gelegene Schloss Pragtal musste dran glauben. Das Alte Schloss und den Kapellenbau aber schonte Eva Magdalena, sie blieben stehen. Nach Fertigstellung des Klosters wohnten im Alten Schloss dann noch der Beichtvater der Ordensschwestern, der Hofrichter und Hofschreiber.

### Nach 1700
1734 stürzte ein Teil des Alten Schlosses ein. Es wurde zur Burgruine. Der Beichtvater zog in ein neu erbautes Beichtvaterstöckl, einem Anbau an das Portiunculakirchlein (jetzt Pfarrhof Windhaag, Eva-Magdalena-Straße Nummer 6). Hofrichter und -schreiber zogen in das Hoftavernenhaus (später Forsthaus, jetzt Privatbesitz, Forsthausstraße Nummer 1). Bis 1758 wohnte noch der Klosterjäger Aistleithner in der Burgruine. Bis 1771 hausten noch arme Leute in bewohnbaren Stuben. In Privatbesitz genutzt blieben bis heute Reste vom Kapellenanbau (Burgstraße Nummer 21).

## Beschreibung
Die Burg lag auf einem Felssporn. Ursprünglich war sie ein kleiner gotischer Verteidigungsbau. Es umgab sie ein Graben und sie hatte einen Bergfried. Nördlich war der Eingang über einen aufgemauerten Graben über eine Fallbrücke. Südlich umfing die Burg eine Wehrmauer.
Als 1636 Joachim Enzmilner die Herrschaft kaufte, hatte die Burg die Wehrhaftigkeit schon verloren, sie war zum Alten Schloss geworden. Unter den zahlreichen Kammern und Gewölben gab es schon einen Saal, Kapelle, Herrenkammer, Frauenkammer, besondere Schlafkammern, Tafelstube, Küchen, Pfisterei (Bäckerei), Altane (Söller, überdachte Plattform, Balkon), Pflegerstube (Verwalterstube), Grienstube (? Klagestube), Registratur, Silbergewölbe (Schatzkammer), Rüst- und Pulverkammer (im Turm oben), Gefängnis (ganz unten). Dazu kamen die Vorratskammern wie Heuböden, Getreideböden.
Dazu gab es noch Gebräuchlichkeiten, die außerhalb des Grabens standen, wie Kapellenbau, Rossstall, Reitstube, gemauerter Getreidekasten, Brauhaus, Schmiede und Badstübl. Diese Gebräuchlichkeiten und der Turm beim nördlichen Tor, die anstoßende Mauern und die Altane waren erst in der Zeit von Laßla (Ladislaus) Prager und teils von seiner Witwe Anna auf freieigenem Grund erbaut worden.

## Burgruine Windhaag heute
1985 kaufte die Windhaager Bürgergarde den Schlossgrund. 1990 erwarb die Gemeinde Windhaag das Areal samt Burgruine vom Domkapitel Linz. 1993 begann die Bürgerinitiative Arbeitsgemeinschaft Burgruine Windhaag mit den Sanierungsarbeiten. 2012 erhielt der sanierte Turm eine Stiegenkonstruktion eingezogen. Die Ruine ist begehbar. Von der Aussichtsplattform können Besucher den Blick auf Alpenkette, Machland und Windhaag genießen. Praktisch alle Liegenschaften außerhalb des Grabens kamen aber in Privatbesitz. Auch die Kapellenruine ist im Privatbesitz und nicht begehbar.